# Lenguas malaítas
La familia de lenguas malaítas es un subgrupo de la familia Malaíta-San Cristóbal de lenguas oceánicas. Está formada por 14 lenguas habladas en las islas de Malaíta y San Cristóbal, en las Islas Salomón.

## Clasificación
Malaíta
Longgu
Septentrional
Lau
To’aba'ita
Kwara’ae
Langalanga
Kwaio
Baeggu
Baelelea
Gula'alaa
Meridional
Dori’o
Are’are
Marau
Oroha
Sa’a
- Datos: Q1886677